# Piekeren
Piekeren is een gemoedstoestand waarbij een persoon langdurig in een (niet beheersbaar) pessimistisch denkpatroon vastzit. Deze gedachten kunnen van allerlei aard zijn bijvoorbeeld, negatieve ervaringen uit het verleden, persoonlijke zorgen (financiën of gezondheid) of angst voor maatschappelijke ontwikkelingen. In het geval van piekeren is de gedachtestroom (tijdelijk) niet te temmen en wordt er ook niet naar een oplossing toe geredeneerd maar eerder in onmogelijkheden gedacht. Vooral 's avonds in bed neemt de kans om te piekeren toe omdat men dan niet meer afgeleid wordt. Binnen de wetenschappelijke psychologie valt piekeren onder de verzamelnaam perseveratieve cognitie.
Piekeren hoeft niet schadelijk te zijn wanneer iemand er in beperkte mate last van heeft. Het kan mensen ook behoeden voor het maken van fouten of hen weerhouden van het opzoeken van gevaarlijke situaties. Wanneer het piekeren te vaak voorkomt en de persoon belemmert in het functioneren spreekt men van een psychische stoornis zoals een klinische depressie. In dit geval is het aan te raden hulp te zoeken. Piekeren is een van de kernsymptomen van de gegeneraliseerde angststoornis.
Het woord piekeren komt van het Maleis/Indonesische pikir/fikir (dat weer afkomstig is van het Arabisch) waar het denken/nadenken betekent.

## Oorzaken

Het Ervaringsfluctuatiemodel (Experience Fluctuation Model) van o.a. Mihály Csíkszentmihályi geeft de verschillende gemoedstoestanden aan die ontstaan wanneer men zich voor een bepaalde taak gesteld ziet. Op de horizontale as staat de mate van bekwaamheid en op de verticale as de moeilijkheidsgraad.

Er zijn verschillende theorieën over het ontstaan of de functie van piekeren:
- Faalangst: Mensen die veel piekeren hebben vaak moeite met onzekerheid en zijn niet overtuigd van hun eigen capaciteiten om problemen het hoofd te bieden. Zodra onverwachte gebeurtenissen plaatsvinden of de persoon op de één of andere manier in het diepe gegooid wordt slaat het piekeren toe. Het piekeren is dan een manier om zich af te sluiten en niet aan de nieuwe situatie of verantwoordelijkheid te hoeven denken.
- Dagdromen: Dagdromen kan, zeker als dit uit verveling gebeurt, makkelijk omslaan in gepieker waarbij de persoon inzoomt op negatieve gedachten.
- Onoplosbare problemen: Juist bij problemen die iemand gewoonweg niet op kan lossen. Bijvoorbeeld een ziekte waarbij niet duidelijk is of de patiënt het wel gaat halen of een taak op het werk waar de persoon de vaardigheden niet voor heeft is piekeren een manier om aan de machteloosheid te ontsnappen. Gek genoeg is het dan verleidelijker om te piekeren over die zaken waar men geen macht over heeft, terwijl men zich beter kan richten op die facetten waar men wél macht over heeft. Volgens de Hongaarse psycholoog Mihály Csíkszentmihályi is piekeren een emotie die het tegenovergestelde is van de controle hebben. M.a.w. wanneer iemand in een moeilijke situatie komt maar niet de vaardigheden heeft om deze op te lossen vervalt deze in gepieker. Heeft deze persoon wel de vaardigheden van vervalt deze in een staat van alles onder controle. Volgens hem is de overtreffende trap van gepieker, paniek.
- Rumineren: Rumineren is het herbeleven van traumatische ervaringen uit het verleden. Dit is strikt genomen niet hetzelfde want piekeren gaat over het heden en de toekomst. Traumatische ervaringen kunnen een bron van ruminatie vormen waarbij de persoon steeds weer de situatie(s) herbeleeft en alternatieve uitkomsten bedenkt. Beide emoties liggen wel dicht bij elkaar en piekeren kan makkelijk omslaan in ruminatie of andersom.[2]

## Positieve effecten
Piekeren is niet alleen maar negatief. Het kan mensen juist aanzetten tot risicomijdend gedrag waardoor ze bijvoorbeeld altijd hun autogordel omdoen. Verder kan het helpen om een aankomend probleem van alle kanten te analyseren en daarmee op tijd tot een oplossing te komen voor wanneer het probleem zich eenmaal voordoet. Het piekeren zorgt er dus voor dat iemand even afstand neemt om constructief over een probleem na te denken.

## Negatieve effecten
Lichamelijke effecten van (langdurig) piekeren zijn, hoofdpijn, buikpijn, slaapproblemen en verminderde eetlust. Psychische effecten zijn, concentratieproblemen, schuldgevoelens, angst en niet meer kunnen relativeren. Het veelvuldig piekeren zorgt ervoor dat de persoon zich terugtrekt, bijvoorbeeld ook op momenten dat sociaal gedrag gewenst is en hierdoor op onbegrip stuit met sociale consequenties tot gevolg.

## Oplossingen
Bij piekeren geldt één belangrijke regel: Als je in het hier en nu leeft, dan pieker je niet. Bij het mijden van piekeren moet de patiënt dan ook uit de gedachtestroom gehaald worden en met beide benen op de grond gezet. Bijvoorbeeld door het probleem bespreekbaar te maken. Bij langdurig piekeren (malen) kan iemand aan mindfulness gaan doen om zo meer in contact met het heden te leren blijven. Ook kan het helpen om afstand te nemen en de negatieve gedachten bijvoorbeeld als wolken te zien die voorbijtrekken. Letterlijk in beweging komen, door te sporten, kan al veel oplossen.
In 1948 publiceerde de Amerikaanse schrijver en cursusontwikkelaar Dale Carnegie het boek How to Stop Worrying and Start Living waarin hij een aantal praktische tips gaf:
1. Beschrijf, beslis en handel ernaar: Beschrijf het probleem voor jezelf en formuleer vervolgens (minimaal drie) verschillende scenario's om de situatie het hoofd te bieden. Kies de beste optie en ga hier zo snel mogelijk mee aan de slag want zodra je met de oplossing bezig bent verdwijnen de piekergedachten. Ook wanneer je na verloop van tijd toch overstapt naar een andere oplossing.
2. Denk aan het ergste dat kan gebeuren: Stel je de ergste uitkomst van de situatie voor, het Worst case scenario en stel je voor hoe je met die situatie om zou gaan. Bijvoorbeeld dat je je baan verliest en dat je daar ook wel weer bovenop komt. Als je dit voor ogen houdt heb je geen reden meer om te piekeren want je weet dat je je wel zult redden.
3. Richt je op het nu, niet op morgen of gisteren: Wat in het verleden is gebeurd kan niet meer teruggedraaid worden. Accepteer de fouten of ongelukken van toen. De onzekerheden van de toekomst kunnen we nog niet overzien. We kunnen wel het hoofd bieden aan de uitdagingen van het huidige moment. De beste manier om je op de toekomst voor te bereiden is door de uitdagingen van nu zo goed mogelijk aan te pakken. Het probleem of de zorgen van gisteren of morgen mogen geen effect hebben op vandaag. Je zou elke dag dus als een nieuw begin kunnen zien waarbij de zorgen en fouten van gisteren geen rol meer spelen en de problemen van morgen door een andere ik moeten worden opgelost.